# Fiat 520
Sous l'appellation Fiat 520, on retrouve deux modèles différents fabriqués par le constructeur italien Fiat :
- la Fiat 520 Super Fiat durant les années 1921/22,
- la Fiat 520 de 1927 à 1930. Elle sera remplacée par la Fiat 521.

## La Fiat 520 Super Fiat
Remontant à 1920, cette voiture exceptionnelle fut la seule voiture au monde, de cette époque, et pendant bien des années, à bénéficier d'un moteur 12 cylindres en V de 6 805 cm³ développant 90 HP.
Livrée en version limousine, torpédo et Dorsay torpedo, on n'a dénombré que 5 exemplaires construits.

## La Fiat 520

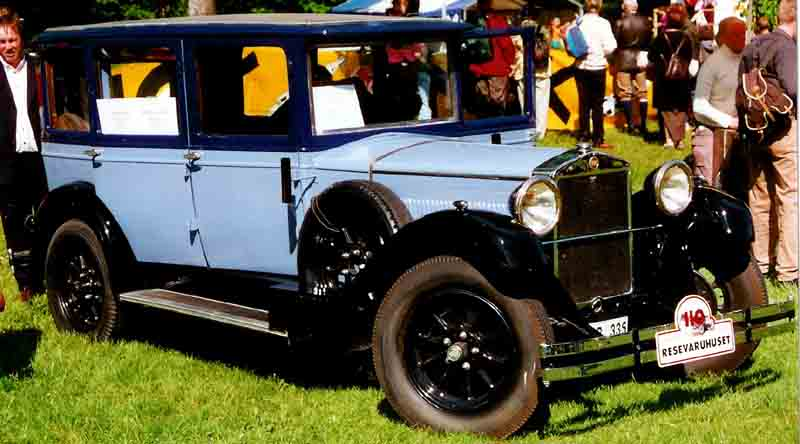
Une Fiat 520 Berline de 1928

La Fiat 520 fut présentée en 1927. Voiture de catégorie supérieure mais de taille raisonnable, elle était équipée d'un moteur 6 cylindres en ligne monobloc de 2244 cm3 développant 46 cv.
C'est une des premières voitures à avoir le volant à gauche pour une conduite à droite ; jusqu'alors le poste de conduite était à droite.
Plus de 20 000 exemplaires furent construits jusqu'en 1929.
Une version spécifique Fiat 520T - Taxi, qui remplaçait la Fiat 501 T, bâtie sur une carrosserie Landaulet pour 4 passagers fut présentée en 1928, équipée d'un moteur 6 cylindres de 1 866 cm³ développant 35 cv. Plus de 600 exemplaires furent construits jusqu'en 1930.
La Fiat 520 sera remplacée par la Fiat 521 en 1928.

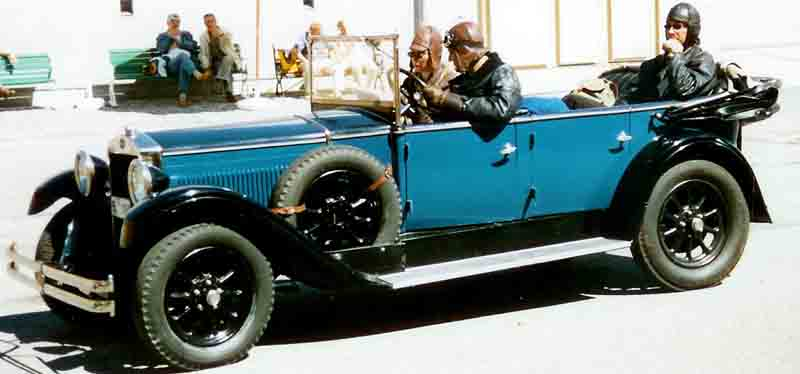
Une Fiat 520 Torpedo de 1928